# 리노바이러스

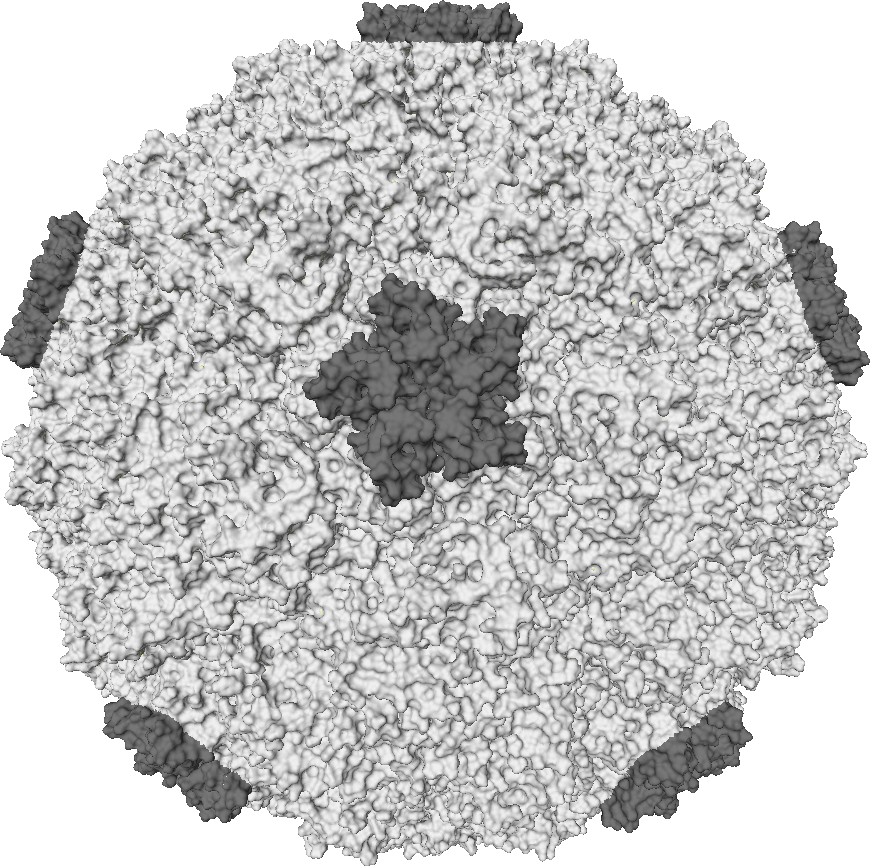
단백질 스파이크를 보여주는 리노바이러스

리노바이러스(영어: Rhinovirus)는 인간의 가장 흔한 바이러스 감염원으로, 감기의 주된 병인이기도 하다. 리노바이러스 감염은 33–35 °C (91–95 °F) 온도에서 활발하며 이 온도는 사람 코의 온도에 맞먹는다. 리노바이러스는 피코르나바이러스과의 엔테로바이러스속에 속한다. RNA 바이러스이다.
리노바이러스에는 3개의 종 A, B, C가 있으며 여기에는 대략 160개의 인간 리노바이러스가 인식되며 이는 표면 단백질(항원형)에 따라 차이를 보인다. 리노바이러스는 본질적으로 용균성이며, 직경이 약 20~30 nm인 가장 작은 바이러스에 속한다. 비교하자면, 천연두 바이러스는 약 300nm이기에 리노바이러스보다 10배 정도 크다. 인플루엔자 바이러스는 약 80~120nm 정도이다.

## 전파경로
리노바이러스는 사람의 코나 목을 통해 들어와 감염을 일으키면 감기에 걸리게 된다. 리노바이러스를 가지고 있는 환자의 코와 입에서 나오는 분비물이 재채기나 기침을 통해 외부로 나오면 그 속에 있는 리노바이러스가 공기 중에 존재하다가 건강한 사람의 입이나 코에 닿아 전파된다.
따라서 감기 환자와 가까이 있거나 사람이 많은 곳에 감기 환자가 있으면 리노바이러스가 잘 전파된다. 이러한 호흡기 감염 경로 외에 감기 환자의 호흡기 분비물이 묻어있는 수건 등을 만진 후 그 손으로 눈이나 코, 입 등을 비볐을 때에도 리노바이러스에 감염된다. 실내에서 생활하는 시간이 많은 가을과 겨울에 감기에 더 잘 걸리며, 겨울이 없는 지역에서는 우기에 감기에 더 잘 걸린다. 독감은 감기와 일부 증상이 비슷할 수 있지만 원인 바이러스가 다르다, 증상이나 합병증, 치료법도 다르다.

## 경과/합병증
급성 중이염, 부비동염(축농증), 폐렴 등이 동반될 수 있다. 어른의 경우, 상부 기도가 감기 바이러스에 감염되면 0.5~2.5%의 환자에게서 급성 세균성 부비동염이 발생할 수 있다. 감기가 폐렴으로 이어지기도 하는데, 소아, 노인, 면역억제제를 투여 받는 환자에게서 더 잘 발생한다. 노인의 경우 감기에 걸리면 이미 앓고 있는 심부전이나 다른 만성 질환이 악화될 수 있다. 천식 환자의 경우 감기에 걸리면 40% 정도의 환자에게서 천식이 악화될 수 있다. 소아의 경우에는 감기의 합병증으로 급성 중이염이 발생하기도 한다. 감기는 보통 1~2주가 지나면 증상이 호전된다.

## 치료
특이적인 치료법은 없다. 세균에 의한 2차 감염을 방지할 목적으로 항생제를 일률적으로 사용하는 것은 추천되지 않는다. 중이염, 폐렴, 부비동염 등이 세균성으로 증명된 경우에만 항생제를 사용하도록 한다. 또한, 진해제, 거담제, 항히스타민제가 감기에 효과가 있다는 증거는 없으며, 소아에게는 오히려 해가 될 수도 있다.

## 임상적 특징[3]
- 전파경로 - 보균자 또는 환자로부터 비말로 전파된다.
- 잠복기 - 1~4일 정도 잠복기가 있다.
- 임상증상 - 콧물, 인후통, 기침 등의 급성호흡기감염증의 증상이 있다.
- 면역 - 리노바이러스 감염에 의한 면역은 혈청형에 관계없이 2~16주간 계속된다. 감염에 대한 저항성은 혈청항체에 의하지 않고 분비항체에 의하는 것으로 추정된다.[4]

## 연혁
1953년, 간호사 집단이 가벼운 호흡기 증상이 걸렸을 때, 존스홉킨스 대학교의 윈스턴 프라이스는 간호사들의 비강으로부터 샘플을 채취했다. 존스 홉킨스의 이름을 따서 JH 바이러스라는 이름을 지었는데, 이것이 첫번째 리노바이러스의 발견이었다. 이 발견은 1956년 책으로 출판되었다.